# UTG mixing group

UTG mixing group (avant 2020 Uutechnic Group, avant 2015 Vaahto Group) est un fabricant de mélangeurs industriels basé en Finlande.

## Présentation
UTG mixing est spécialisée dans les grands mélangeurs pour l'industrie lourde.
Les clients d' Uutechnic sont:
- industrie minière
- industrie de l'hydrométallurgie
- industrie des engrais
- industrie des pâtes et papiers

## Actionnaires
Au 3 mars 2020, le plus importants actionnaires de UTG mixing sont:
| #  | Actionnaire                | Actions    | %     |
| -- | -------------------------- | ---------- | ----- |
| 1  | Lindström Timo             | 8 790 000  | 15,56 |
| 2  | Peräaho Jouko              | 8 690 000  | 15,38 |
| 3  | Laakkonen Mikko            | 8 147 255  | 14,42 |
| 4  | HML Finance Oy             | 6 654 375  | 11,78 |
| 5  | UuCap Oy                   | 4 805 000  | 8,50  |
| 6  | Joensuun Kauppa ja Kone Oy | 3 745 100  | 6,63  |
| 7  | Peräaho Jonni              | 3 080 000  | 5,45  |
| 8  | Lindström Ilona            | 1 680 000  | 2,97  |
| 9  | Lindström Risto            | 1 680 000  | 2,97  |
| 10 | Bark Road Invest OY        | 495 499    | 0,88  |
|    | total [1-10]               | 47 767 229 | 84,54 |